# Deinypena laportei
Deinypena laportei là một loài bướm đêm trong họ Noctuidae.